# 12"/45 Mark X
Il 12"/45 Mark X fu un cannone navale britannico calibro 305 mm, con canna lunga 45 calibri, montato come armamento principale sulle navi da battaglia e incrociatori da battaglia dal 1906. Fu montato per la prima volta sul Britannia.

## Storia

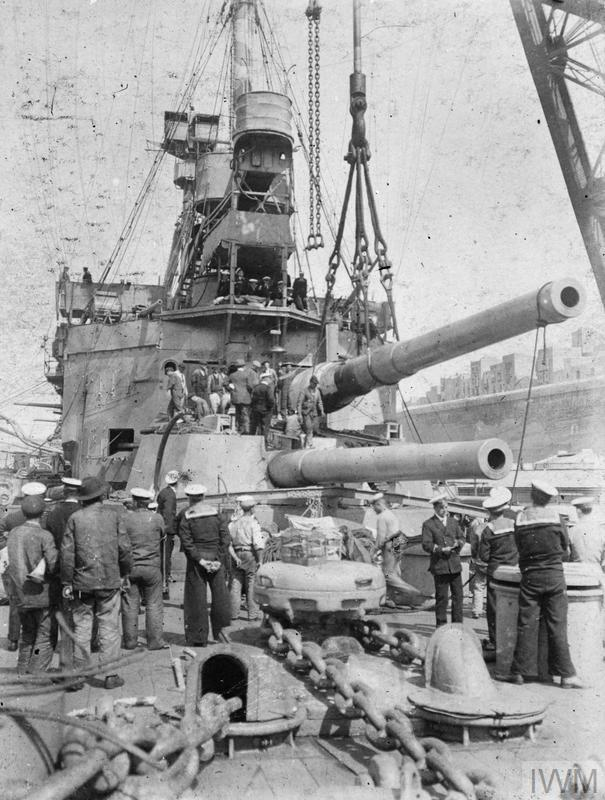
I cannoni dell'Agamemnon furono rimpiazzati durante una ristrutturazione nel maggio-giugno 1915

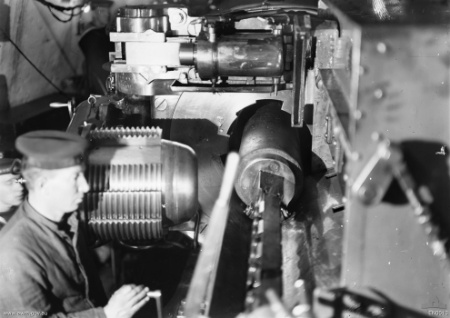
Caricamento dei proiettili sull'HMAS Australia, dicembre 1918

Il Mk X proseguì la tendenza di allungare la canna del cannone per poter usare una maggior quantità di cordite per spingere il proiettile a velocità maggiori. Il Mk X incrementò la lunghezza della canna da 480 pollici (12,2 m) corrispondenti a un calibro 40 a 540 pollici (13,7 m) corrispondenti a un calibro 45, incrementando la velocità di uscita dalla canna da 2.600 a 2.700 piedi/secondo.
Tentativi successivi di aumentare la potenza dei cannoni da 12 pollici si interruppero con il fallimentare cannone calibro 50 Mk XI e Mk XII. Il Mk X fu l'ultimo cannone britannico da 12 pollici riuscito.

### Uso navale
I cannoni Mk X furono installati nelle seguenti navi, che servirono per tutta la prima guerra mondiale:
- Le ultime tre navi da battaglia classe King Edward VII: Africa, Britannia e Hibernia, completate nel 1906
- Dreadnought del 1906
- Classe Lord Nelson impostate nel 1905, completate nel 1908
- Classe Invincible impostate nel 1906, completate nel 1908 - 1909
- Classe Bellerophon impostate nel 1906, completate el 1909
- Classe Indefatigable impostate nel 1909, completate nel 1911 - 1913

### Uso costiero nella prima guerra mondiale
Dal 1917 molti cannoni Mk X furono utilizzati sulla costa belga ancora sotto il controllo alleato nei pressi di Nieuport. Inquadrati nel Royal Naval Siege Guns al comando dell'ammiraglio Reginald Bacon furono usati per attaccare le batterie di artiglieria pesante tedesca.

## Munizioni

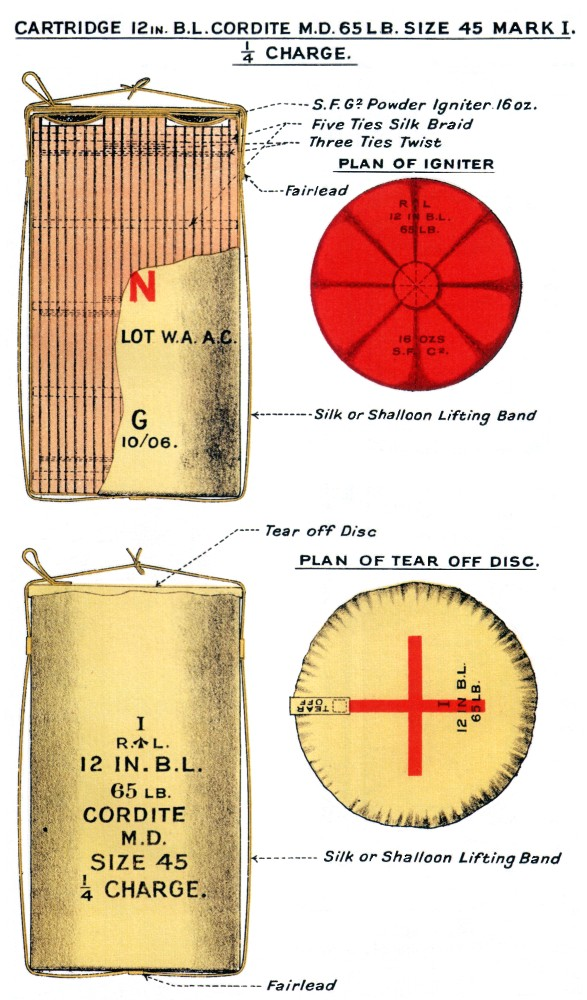
Carica da 65 libbre di Cordite, normalmente ne occorrevano 4 per sparare il cannone.
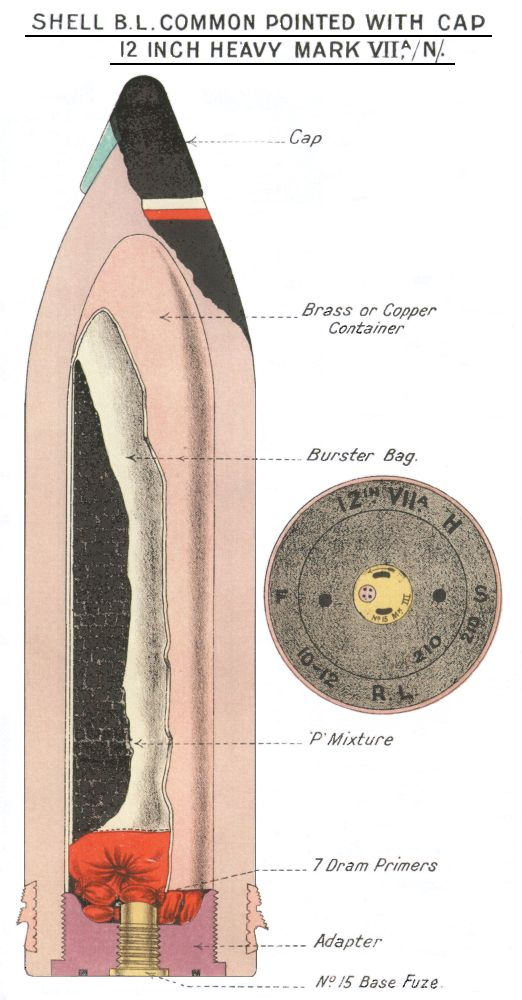
Mk VIIA CPC esplosiva, riempita con polvere da sparo, 1912
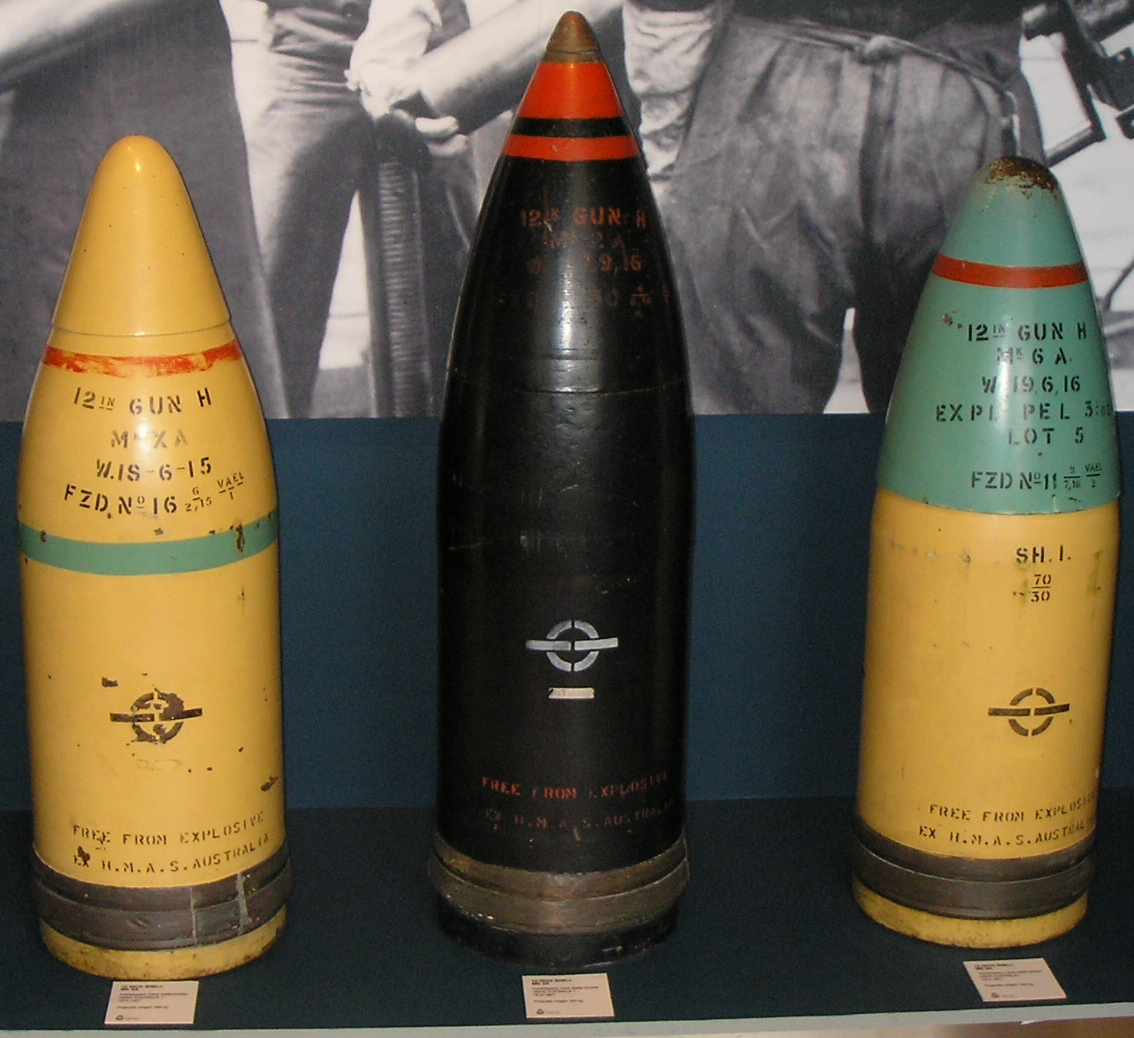
Proiettili della prima guerra mondiale (da sinistra a destra): proiettile Mk XA perforante riempito con TNT, Shrapnel, proiettile Mk 6A riempito con Shellite